# Marguerite de Rohan (1617-1684)
Pour les articles homonymes, voir Marguerite de Rohan.
Marguerite de Rohan (1617-1684), duchesse de Rohan, dame de Soubise et dame du duché de Frontenay (par héritage de son oncle Benjamin de Rohan, duc de Frontenay et seigneur de Soubise, mort sans enfant en exil à Londres), princesse de Léon et comtesse de Porhoët, marquise de Blain et de La Garnache, dame des Lorges et autres lieux, fut l'héritière du duché de Rohan et l'épouse d'Henri de Chabot, seigneur de Saint-Gelais puis duc de Rohan.

## Biographie

### Origines
Fille d'Henri II de Rohan, premier duc de Rohan et de Marguerite de Béthune-Sully, fille de Maximilien de Béthune, duc de Sully. Elle est issue, par son père, de la Maison de Rohan, une des familles nobles les plus influentes de l'époque et dont les membres obtiendront le rang de princes étrangers à la Cour de France.

### Mariage
Elle fait appel à la régente Anne d'Autriche et, en 1645 Louis XIV émet un décret accordant à Marguerite le droit de conserver son statut, son rang de princesse, dut-elle épouser Henri Chabot, et à la condition que les enfants soient élevés dans la religion catholique. Lorsque le Marquis de Seneterre l'interroge à ce sujet, elle répondit: J'ignore si je pourrais décider de l'épouser, mais je sens que je ne pourrais pas supporter qu'il épouse une autre femme.
Auparavant, sa main avait été demandée par Louis de Bourbon, comte de Soissons et cousin d'Henri IV, mais elle avait refusé. Parmi ses autres prétendants figuraient le Duc de Nemours ainsi que le Duc de Saxe-Weimar. Finalement, elle épouse avec la complicité de sa tante, Henri de Chabot seigneur de Saint-Gelais. Ce dernier est l'arrière-petit-fils de Guy Ier Chabot de Saint-Gelais, troisième baron de Jarnac, auteur du fameux coup de Jarnac.
Par ailleurs, Henri de Chabot et Marguerite de Rohan sont cousins au quatrième degré, descendant de Jean IV de Béthune (????-1568) et d'Anne de Melun de Gand (????-1540), qui sont leurs arrière-arrière-grands-parents.
Le titre de duc de Rohan et pair de France est recréé pour Henri de Chabot. Le catholique Chabot devient à cette occasion prince de Léon, comte de Porhoët et de Lorges, marquis de Blain et de La Garnache, baron de Mouchamps, seigneur de Héric et de Fresnay (terre en Plessé), premier baron de la noblesse et président-né des États de Bretagne, faisant rentrer dans le giron de l'église les terres du Poitou, de la Vendée et de la Bretagne, jusque-là favorables à la religion réformée. Il fonde ainsi la branche de Rohan-Chabot, issue de la Famille de Chabot Le couple se marie à Paris le 6 juin 1645. De cette union naitront six enfants, dont quatre auront une descendance.
Par son mariage, elle apporte en dot à son mari ses possessions et ses titres et le couple obtient que les enfants issus de cette union portent le nom et les armes de la Maison de Rohan et s'appelle de  Rohan-Chabot.
L'union d'une Rohan à un homme issu de la petite noblesse et sans fortune, était considérée comme une mésalliance par les membres de la maison de Rohan, l'une des familles nobles les plus anciennes de France. Par ce mariage, son mari est créé duc de Rohan en 1648.
Elle meurt à Paris le 9 avril 1684 à l'âge de 67 ans.

## Descendance
De son mariage avec Henri de Chabot, elle eut :
- X de Rohan-Chabot (1646-1646), dit « le Chevalier Chabot » ;
- Marguerite Gabrielle Charlotte de Rohan-Chabot (????-17/06/1720), qui épousa en 1662 Malo de Coëtquen, marquis de Coëtquen, dont descendance ;
- Anne Julie de Rohan-Chabot (1648-04/02/1709), princesse de Soubise, qui épousa (17/04/1663) François de Rohan, dont descendance (elle sera aussi la maîtresse de Louis XIV) ;
- Gillone de Rohan-Chabot, morte jeune ;
- Louis de Rohan-Chabot (03/11/1652 à Paris - 17/08/1727 à Paris, duc de Rohan, prince de Léon, qui épousa (28/08/1678 à Saint-Cloud) Marie-Élisabeth-Catherine du Bec-Crespin, dont descendance ;
- Jeanne-Pélagie de Rohan-Chabot (1659-18/08/1698 à Versailles), qui épousa Alexandre Guillaume de Melun, prince d'Épinoy, dont descendance : elle fut la grand-mère d'Anne-Julie-Adélaïde de Melun, princesse de Soubise, qui épousa Jules de Rohan, un des petits-fils de sa sœur Anne.

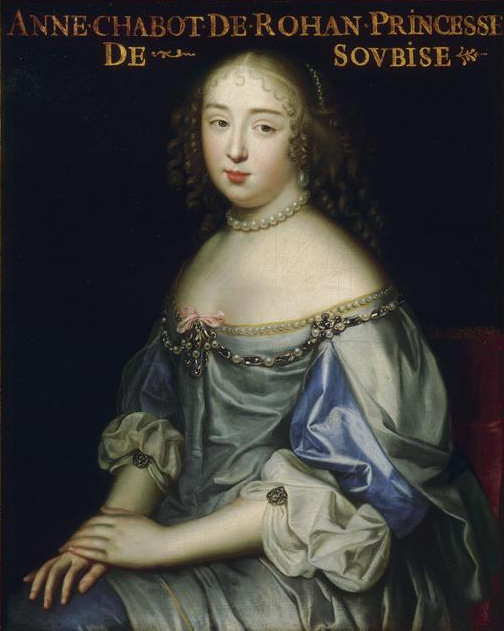
Anne Julie de Rohan-Chabot (1648-04/02/1709 à Paris), princesse de Soubise, sa fille.
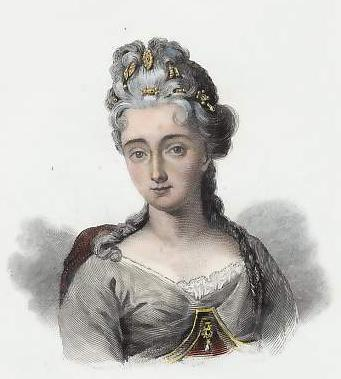
Jeanne Pélagie de Rohan-Chabot (1659-18/08/1698 à Versailles), sa fille.

## Armoiries
| Blason | Blasonnement : De gueules à neuf macles d'or, posées 3, 3, 3. |

## Sources et bibliographie
- Georges Martin, Histoire et généalogie des maisons de Rohan, Chabot, de Rohan-Chabot, vol I p. 66